# Академия за музикално, танцово и изобразително изкуство „Проф. Асен Диамандиев“
Академията за музикално, танцово и изобразително изкуство „Проф. Асен Диамандиев“ (съкратено АМТИИ) е висше училище за музикално, танцово и изобразително изкуство в Пловдив.
Член е на Асоциацията на европейските консерватории, музикални академии и висши училища по музика, както и редовен член на Международната организация за фолклорно изкуство към ЮНЕСКО. Академията поддържа контакти с висши училища по изкуствата в редица европейски страни.
От октомври 2022 г. Академията е официален партньор на инициативата Нов Европейски Баухаус.

## История
Основана е като филиал на Българската държавна консерватория от Асен Диамандиев през 1964 г. Става самостоятелно висше училище през 1972 г. с името Висш музикален педагогически институт. Първоначално насочено главно към подготовка на учители по музика, с годините училището разширява дейността си. То става единственото висше училище с няколко специалности, насочени към българската народна музика, като активна роля в това развитие играе неговият основател Асен Диамандиев.
През 1999 г. в академията е монтиран тръбен орган, произведен от Werner Bosch Германия. Инструментът е учебен – има един мануал, пълна педалиера и 5 регистъра.
На 31 януари 2019 г. с решение на Народното събрание Академията е преименувана в чест на проф. Асен Диамандиев.
През февруари 2020 г. за ректор е избрана проф. д-р Тони Шекерджиева-Новак, чийто мандат приключва през март 2024 г., когато е избран за нов ректор доц. д-р Жан Пехливанов.

## Ректори
| №  | Име                              | Период      |
| -- | -------------------------------- | ----------- |
| 1. | проф. Асен Диамандиев            | 1972 – 1979 |
| 2. | проф. Недялчо Тодоров            | 1979 – 1983 |
| 3. | проф. Георги Кънев               | 1983 – 1989 |
| 4. | проф. Иван Спасов                | 1989 – 1996 |
| 5. | проф. Георги Кънев               | 1997 – 1999 |
| 6. | проф. Анастас Славчев            | 1999 – 2008 |
| 7. | доц. д-р Василка Йончева         | 2008 – 2011 |
| 8. | проф. Милчо Василев              | 2011 – 2019 |
| 9. | проф. д-р Тони Шекерджиева-Новак | 2020 – 2024 |
| 10 | доц. д-р Жан Пехливанов          | 2024 –      |

## Структура
- Факултет „Музикална педагогика“
  - Катедра „Музикална педагогика и дирижиране“
  - Катедра „Класическо и Поп и Джаз изпълнителско изкуство“
  - Катедра „Пиано и акордеон“
- Факултет „Музикален фолклор и хореография“
  - Катедра „Музикален фолклор“
  - Катедра „Хореография“
  - Катедра "Теория на изкуствата"
- Факултет „Изобразителни изкуства“
  - Катедра „Изящни изкуства“
  - Катедра „Приложни изкуства“
  - Катедра „Дизайн“
- Департамент за езикова и специализирана подготовка

## Специалности
- ОКС „Бакалавър“: Балетно изкуство (балетна педагогика), Българска народна хореография, Графичен дизайн и фотография, Дизайн на облеклото, Изпълнителско изкуство (класически инструмент или класическо пеене), Изпълнителско изкуство (народен инструмент или народно пеене), Изпълнителско изкуство (поп и джаз), Маркетинг и комуникации в изуствата, Педагогика на обучението по изобразително изкуство, Педагогика на обучението по музика и изобразително изкуство, Педагогика на обучението по музика, Стенна живопис, Сценография, Фотография.
- ОКС „Магистър“ (след средно образование): Дирижиране на народни състави.
- ОКС „Магистър“ (след бакалавър): Аниматор изкуство в туризма, Артмениджмънт, Балетно изкуство (балетна педагогика или балетна режисура), Българска народна хореография, Графика, Графичен дизайн, Дирижиране (хорово и оркестрово), Дирижиране на народни състави, Живопис, Изпълнителско изкуство (българска народна музика с класически или друг нетрадиционен за България фолклорен инструмент), Изпълнителско изкуство (класически инструмент или класическо пеене), Изпълнителско изкуство (народен инструмент или народно пеене), Изпълнителско изкуство (поп и джаз), Композиция, Моден дизайн, Медийно музикално редакторство, Музикално-сценична режисура, Музикознание – Етномузикознание, Музикознание (Теоретично музикознание, Историческо музикознание, Музикална естетика), Музикотерапия, Мултимедия и виртуална реалност, Педагогика на обучението по изобразително изкуство, Педагогика на обучението по музика, Скулптура, Стенопис, Сценография, Съвременни танцови техники, Театрално изкуство в образователна среда (нова магистърска програма, съвместно с НАТФИЗ „Кръстьо Сарафов“ – София), Тонрежисура, Фотография, Църковна живопис, PR на арторганизации.